# Steven Isham
 (janvier 2019).
Si vous disposez d'ouvrages ou d'articles de référence ou si vous connaissez des sites web de qualité traitant du thème abordé ici, merci de compléter l'article en donnant les références utiles à sa vérifiabilité et en les liant à la section « Notes et références ».
Pour les articles homonymes, voir Isham.
Steven Isham était un musicien américain né le 30 novembre 1952 à Pocatello et mort d'un cancer du foie le 9 décembre 2008 à North Hills (en), Californie. 
Steven Isham fut dans les années 1980 le claviériste d'Autograph, groupe de hard rock AOR connu pour le hit single Turn Up The Radio figurant sur l'album Sign in Please. Après la séparation d'Autograph en 1988, il participa à la formation du Craig Goldy's Ritual puis accompagna Vince Neil. 